# Vela nos Jogos Pan-Americanos de 2023 - IQFoil feminino
A classe IQFoil feminino da vela nos Jogos Pan-Americanos de 2023 foi disputada entre 28 de outubro e 3 de novembro de 2023 na Confraria Náutica do Pacífico, em Algarrobo. Um total de 10 velejadoras de 9 Comitês Olímpicos Nacionais (CON) participaram do evento.

## Calendário
Horário local (UTC−3).
| Data          | Hora  | Fase                    |
| ------------- | ----- | ----------------------- |
| 28 de outubro | 13:15 | Regatas 1, 2, 3 e 4     |
| 30 de outubro | 15:16 | Regatas 5, 6, 7, 8 e 9  |
| 31 de outubro | 13:13 | Regatas 10, 11, 12 e 13 |
| 2 de novembro | 13:00 | Regatas 14, 15 e 16     |
| 3 de novembro | 15:09 | Quartas de final        |
| 3 de novembro | 16:03 | Semifinal               |
| 3 de novembro | 16:23 | Final                   |

## Medalhistas
| Ouro   | MEX Mariana Aguilar  |
| Prata  | USA Dominique Stater |
| Bronze | MEX Demita Vega      |

## Resultados
Estes foram os resultados obtidos da competição, com os descartes entre parênteses:
| Pos.              | Velejadoras      | CON                | Regata   | Regata   | Regata   | Regata | Regata   | Regata | Regata | Regata | Regata | Regata | Regata | Regata | Regata | Regata | Regata | Regata | Regata | Regata | Regata | Pts. Tot. | Pts. Net |
| Pos.              | Velejadoras      | CON                | 1        | 2        | 3        | 4      | 5        | 6      | 7      | 8      | 9      | 10     | 11     | 12     | 13     | 14     | 15     | 16     | QF     | SF     | F      | Pts. Tot. | Pts. Net |
| ----------------- | ---------------- | ------------------ | -------- | -------- | -------- | ------ | -------- | ------ | ------ | ------ | ------ | ------ | ------ | ------ | ------ | ------ | ------ | ------ | ------ | ------ | ------ | --------- | -------- |
| Medalha de ouro   | Mariana Aguilar  | MEX México         | 1        | 1        | 1        | (3)    | (2)      | 1      | 2      | 2      | 2      | (3)    | 1      | 1      | 2      | 1      | 1      | 1      | —      | —      | 1      | 25        | 17       |
| Medalha de prata  | Dominique Stater | USA Estados Unidos | (4)      | 3        | 3        | (4)    | 3        | (4)    | 3      | 3      | 3      | 1      | 4      | 2      | 3      | 2      | 3      | 3      | —      | 1      | 2      | 48        | 36       |
| Medalha de bronze | Demita Vega      | MEX México         | 3        | 5        | (6)      | 2      | 5        | (6)    | 6      | 5      | 5      | 5      | (7)    | 6      | 6      | 6      | 5      | 6      | 1      | 2      | 3      | 84        | 65       |
| 4                 | Chiara Ferretti  | ARG Argentina      | 6        | 6        | 5        | 6      | (11) DNF | 5      | (7)    | 6      | 6      | (7)    | 5      | 4      | 7      | 4      | 4      | 4      | 2      | 3      | —      | 93        | 68       |
| 5                 | María Belén Bazo | PER Peru           | 2        | 2        | 2        | 1      | 1        | 2      | 1      | 1      | 1      | 2      | (3)    | (3)    | 1      | (3)    | 2      | 2      | —      | 4      | —      | 29        | 20       |
| 6                 | Bruna Martinelli | BRA Brasil         | (5)      | 4        | 4        | 5      | 4        | 3      | 4      | 4      | 4      | 4      | 2      | (7)    | 4      | 5      | (6)    | 5      | 3      | —      | —      | 70        | 52       |
| 7                 | Carenys Salazar  | VEN Venezuela      | (11) DNF | (11) DNF | (11) DNF | 11 DNF | 6        | 7      | 5      | 7      | 11 DNF | 6      | 6      | 5      | 5      | 7      | 7      | 8      | 4      | —      | —      | 124       | 91       |
| 8                 | Matilde Lanz     | CHI Chile          | (11) DNF | (11) DNF | (11) DNF | 11 DNF | 11 DNF   | 11 DNF | 11 DNF | 11 DNF | 11 DNS | 11 DNF | 9      | 11 DNF | 9      | 11 DNF | 11 DNF | 11 DNF | 5      | —      | —      | 172       | 139      |
| 9                 | Rebecca Heller   | CAN Canadá         | (11) DNF | (11) DNF | (11) DNF | 11 DNF | 11 DNF   | 11 DNF | 11 DNF | 11 DNF | 11 DNS | 9 STP  | 8      | 11 DNF | 9 STP  | 11 DNF | 8      | 7      | 6      | —      | —      | 162       | 129      |
| 10                | Yaimary Martínez | CUB Cuba           | (11) DNS | (11) DNF | (11) DNF | 11 DNF | 11 DNF   | 11 DNF | 11 DNF | 11 DNS | 11 DNS | 11 DNC | 11 DNC | 11 DNC | 11 DNC | 11 DNC | 11 DNC | 11 DNC | 7      | —      | —      | 176       | 143      |

Legenda
| - DSQ = Desclassificação; - DNE = Desclassificação não descartável; - DNF = Não cruzou a linha de chegada; | - DNC = Não compareceu na área de largada; - DNS = Não largou; - STP = Penalidade padrão; | - UFD = Desclassificação por bandeira "U"; - BFD = Desclassificação por bandeira preta; - OCS = Queima de largada. |